# Biellese 1902
L'Associazione Sportiva Dilettantistica Biellese 1902, meglio nota semplicemente come Biellese, è una società calcistica italiana con sede a Biella. Milita in Serie D, quarta divisione del campionato italiano.
La squadra è tra le prime cento in Italia per tradizione sportiva, avendo preso parte per 81 volte a campionati organizzati su base nazionale e raggiunto quale apice sportivo la promozione a pieno titolo nel massimo campionato italiano di calcio nella stagione 1928-1929 e quale maggiore successo la vittoria della Seconda Divisione 1922-1923.
Nata la prima società nel 1919 quale sezione calcio dell'Unione Sportiva Biellese attiva già dal 1902, il sodalizio è stato rifondato nel 1993 ed ancora nel 2010, mutando più volte nel tempo la propria denominazione ed assumendo quella attuale nel 2016. I Lanieri – come sono soprannominati – indossano una maglia bianconera a strisce verticali e disputano le proprie partite interne allo Campo polisportivo Alessandro La Marmora - Stadio Vittorio Pozzo, 
Attualmente occupa l'87º posto nella graduatoria per la tradizione sportiva dei club calcistici secondo i criteri della FIGC.

## Storia

### Le origini
All'inizio del XX secolo a Biella furono attive diverse società sportive praticanti il calcio e la prima partita amichevole fu disputata il 16 aprile 1906 sul campo di Piazza d'Armi: Pietro Micca-Pro Vercelli II 0-5. La Società Ginnastica Pietro Micca era nata nel 1899 come Società Ginnastica Biellese, cambiando la propria denominazione nel 1902 quando istituì la propria sezione calcio e – in data 30 novembre – assorbì la disciolta Robur et Virtus, società sportiva fondata nel 1898. La Pietro Micca si affiliò alla F.I.F. ma la sua sezione calcio venne successivamente sciolta prima del 1910. Altre società che praticarono il gioco del calcio furono il Circolo Culturale Excelsior, fondato nel 1902, e lo Sport Club Veloces che inaugurò la propria sezione calcio nel 1906 e prese parte ai campionati della F.I.F. fino alla prima guerra mondiale, raggiungendo nella stagione 1914-1915 la Prima categoria.
La Veloces confluì il 2 settembre 1919 nell'Unione Sportiva Biellese – società polisportiva fondata il 19 gennaio 1902 (data tradizionale,  secondo talune fonti la fondazione societaria sarebbe da individuare nel 1903) dalla fusione tra le sezioni locali della Fortiores (società ciclistica) e dell'Audax Italiano (società podistica) – fino ad allora sprovvista di una sezione calcio mantenendo il nome ritenuto maggiormente rappresentativo della città, inaugurando il nuovo campo sportivo "Lanzone" ed iscrivendosi ai campionati F.I.G.C. nella categoria di merito acquisita dalla Veloces.

### Anni 1920
Nei campionati di Prima Categoria (Serie A) 1919-20 e 1920-21, la Biellese non ottenne risultati particolarmente brillanti: non riuscì mai a superare la fase regionale, classificandosi al quarto posto nel girone A piemontese nel 1919-20 e sempre quarta, ma questa volta nel Girone B, nel 1920-21. Il 9 ottobre 1920 venne inaugurato il campo sportivo "Rivetti".
Il 24 luglio 1921, in un'assemblea infuocata, fu approvato il Progetto Pozzo, un piano di riforma del campionato che prevedeva la riduzione del campionato di Prima Divisione Nord a sole 24 partecipanti contro le 64 partecipanti del campionato 1920-21, così le 24 maggiori società italiane secessionarono dalla FIGC, formando una federazione (CCI) e un campionato (Prima Divisione, nota anche giornalisticamente come "Torneo delle 24" concorrenti). La Biellese, inizialmente, decise di rimanere nei ranghi federali, iscrivendosi in Prima Categoria, ma mentre si trovava al terzo posto nel girone eliminatorio piemontese, cambiò idea, ritirandosi e passando alla neonata CCI dove si iscrisse in Seconda Divisione. Classificandosi al 2º posto nel girone unico della Seconda Divisione Piemontese della CCI, in seguito al Compromesso Colombo, avrebbe dovuto essere retrocessa in Terza Divisione Regionale, ma in seguito alla mancata iscrizione di dieci società, venne riammessa, insieme a tutte le seconde classificate, alla nuova Seconda Divisione, il campionato cadetto dell'epoca.
Nella stagione 1922-23 vinse il girone B della Seconda Divisione, vinse anche la semifinale A, e superando in finale il Carpi (1-0 in casa e 1-1 fuori), si aggiudicò il titolo di Campione italiano di Seconda Divisione, ma non venne promossa nella massima serie a causa del blocco delle promozioni stabilito dal Compromesso Colombo.
Nelle due stagioni successive non riuscì a vincere il proprio girone eliminatorio di Seconda Divisione, ottenendo rispettivamente un secondo e un terzo posto. Nella stagione 1925-26, vincendo il girone A di Seconda Divisione, riuscì a qualificarsi al nuovo campionato cadetto, che cambiò denominazione in Prima Divisione per riforma dei tornei.
Nella prima stagione in Prima Divisione, sfiorò la promozione in Divisione Nazionale, la massima serie dell'epoca, classificandosi al secondo posto nel girone A della Prima Divisione. L'anno successivo arrivò finalmente la promozione nella massima serie, grazie alla vittoria del girone B della Prima Divisione. All'ultima giornata del girone B, disputata il 26 febbraio, era in programma a Biella lo scontro diretto Biellese-Milanese con le due compagini in vetta a pari punti: il vincitore dello scontro avrebbe ottenuto la promozione in Divisione Nazionale. La partita fu vinta per 2-0 dalla Milanese che così chiuse il girone B al primo posto, ma la Biellese sporse reclamo presso il Direttorio Federale sostenendo la tesi che un suo giocatore fosse stato corrotto da elementi riconducibili alla Milanese per agevolare la vittoria e la promozione del club meneghino. In attesa di prendere una decisione, la Federazione decise di rimandare l'inizio del girone finale tra le quattro vincitrici del girone. Dopo oltre un mese di indagini, il 3 aprile la Federazione stabilì che i due corruttori erano estranei alla Milanese ma, avendo comunque il tentativo di combine condizionato lo svolgimento del match, la partita sarebbe stata ripetuta il 22 aprile sul campo neutro di Bologna. La ripetizione fu vinta per 1-0 dalla Biellese che così ottenne la promozione in Divisione Nazionale. Nelle finali tra le promosse, si classificò al 4º posto dopo gli spareggi resosi necessari per il fatto che tutte le quattro finaliste si erano classificate al primo posto al termine del girone.
Nell'estate 1928 la FIGC, con una serie di ripescaggi d'ufficio, allargò la Divisione Nazionale a 32 società, intendendo fare del campionato di Divisione Nazionale 1928-29 un torneo di qualificazione ai due nuovi campionati in cui la Divisione Nazionale si sarebbe scissa: una Divisione Nazionale Serie A e una Divisione Nazionale Serie B. Le migliori otto dei due gironi (a sedici squadre) sarebbero state ammesse alla Serie A, quelle tra la nona e la quattordicesima posizione sarebbero state declassate in Serie B, mentre le ultime due dei due gironi sarebbero state retrocesse addirittura nel campionato di terza serie (la Prima Divisione). La Biellese disputò un buon campionato, contendendo per la maggior parte del torneo l'ottavo posto nel girone (l'ultimo disponibile per la Serie A) a Napoli e Lazio; tuttavia, un calo di rendimento nelle ultime giornate permisero a Napoli e Lazio di superarla in classifica, cosicché per un solo punto la Biellese dovette accontentarsi del 10º posto nel girone B della Divisione Nazionale, retrocedendo nella neo costituita Divisione Nazionale Serie B. Nel primo campionato di Serie B a girone unico disputato, non riuscì tuttavia a raggiungere la salvezza, chiudendo il torneo al 15º posto e retrocedendo dunque in Prima Divisione.

### Anni 1930 e 1940
Nel 1930 la società cambiò denominazione in Associazione Sportiva Biellese e nell'estate 1931 la società, a causa di problemi di carattere amministrativo-finanziario, era sull'orlo del tracollo, ma inspiegabilmente non chiuse i battenti, riuscendo comunque a iscriversi in Prima Divisione seppur in extremis. Numerosi calciatori, nel timore della mancata iscrizione al campionato, avevano nel frattempo lasciato la società venendo inseriti nelle liste di trasferimento. 
Nei campionati successivi non riuscì a trovare lo slancio giusto per vincere il girone eliminatorio di Prima Divisione, chiudendo a metà classifica. Solo nel 1933-34 riuscì a condurre un campionato di vertice sfiorando la promozione in Serie B: chiudendo al secondo posto nel girone C, si qualificò alle finali per la promozione nelle quali si classificò 3º nel girone finale D, mancando la B per un soffio. Nel 1934 la FIGC decise di ridenominare il campionato di terzo livello in Divisione Nazionale Serie C (o semplicemente Serie C) a partire dalla stagione 1935-36: al nuovo campionato di Serie C sarebbero state ammesse solo le migliori sei classificate di ogni girone di Prima Divisione. La Biellese riuscì a qualificarsi per la Serie C, classificandosi al quinto posto nel girone C della Prima Divisione.
Nel 1935-36 inaugurò il nuovo campo sportivo intitolato ad "Alessandro La Marmora". Nelle stagioni successive, pur conducendo campionati di vertice chiudendo sempre tra le prime cinque classificate, non riuscì mai a trovare lo slancio giusto per vincere il proprio girone eliminatorio e quindi a qualificarsi alle finali per la promozione in Serie B. Solo nella stagione 1942-43 sfiorò il ritorno tra i cadetti vincendo il girone E e classificandosi al 4º posto nel girone finale B della Serie C. L'invasione alleata dell'Italia causò la sospensione del campionato.
Le due invasioni della penisola, tedesca e alleata, che portarono alla temporanea suddivisione dell'Italia in due stati, la Repubblica di Salò stato fantoccio del Terzo Reich, e il Regno del Sud sotto il controllo alleato, impedì alla federazione di organizzare un campionato vero e proprio per la stagione 1943-44. La FIGC decise comunque di organizzare un campionato di guerra nell'Alta Italia, suddivise in eliminatorie zonali, le cui migliori si sarebbero qualificate dapprima alle semifinali interregionali e poi alle finali (sub)nazionali per l'assegnazione del titolo. La Biellese viene ammessa al Campionato Alta Italia 1944, venendo iscritta nel girone piemontese-ligure insieme a quattro società di Serie A (Juventus, Torino, Genoa e Liguria) e ad altre società meno blasonate. La Biellese non riuscì ad entrare tra le prime due classificate - piazzamento che le avrebbe permesso di qualificarsi alle semifinali - chiudendo comunque il girone zonale al 3º posto, dietro Torino e Juventus.
Nella stagione 1944-45 non si riuscì ad organizzare nemmeno un campionato di guerra, ma si disputarono solo tornei locali. L'A.S. Biellese non giocò alcuna partita, neanche amichevole. I suoi giocatori disputarono un torneo gestito dal locale Direttorio della Sezione Propaganda.
Nel 1945 la squadra fu ricostituita sempre con denominazione A.S. Biellese, e venne inserita nel campionato di transizione Misto Serie B-C organizzato dalla Lega Nazionale Alta Italia. Chiudendo al 7º posto il girone A del Misto Serie B-C Alta Italia, venne ammessa d'ufficio in Serie B (a tre gironi). Nella stagione 1946-47, non riuscì però a salvarsi classificandosi al diciottesimo posto nel girone A della Serie B e perdendo gli spareggi salvezza contro Vogherese e Anconitana, e venendo comunque condannata alla retrocessione in Serie C.
Il ritorno in Serie C presentava tuttavia un inghippo preoccupante: la FIGC aveva infatti stabilito che a partire dalla stagione 1948-49 la Serie C avrebbe avuto solo tre gironi contro i diciotto della stagione 1947-48: ciò implicava che solo la prima classificata di ogni girone della Lega Nord si sarebbe salvata, mentre la stragrande maggioranza delle partecipanti sarebbe stata retrocessa nelle serie inferiori. Per rimanere in Serie C, la Biellese era dunque obbligata a vincere il proprio girone. Nella stagione 1947-48 la lotta per la salvezza tra Biellese e Asti fu intensa e al termine della stagione entrambe chiusero in testa il proprio girone, rendendo così necessario uno spareggio salvezza: la Biellese riuscì a vincerlo, salvandosi dunque sul campo (in seguito all'allargamento della Serie C da tre a quattro gironi fu riammesso anche l'Asti).
Nelle stagioni successive la Biellese ottenne delle salvezze.

### Anni 1950 e 1960
Una nuova riforma dei campionati, dopo quella del 1948, sembrava minacciare la permanenza dei biellesi in Serie C. Infatti, nel 1951 la FIGC stabilì di rendere la Serie C un torneo a girone unico a partire dalla stagione 1952-53: ciò significava che la maggioranza delle partecipanti al torneo 1951-52 sarebbe dovuta retrocedere. La Biellese non fu mai in corsa per la salvezza, classificandosi al sedicesimo posto nel girone A della Serie C e retrocedendo dunque in IV Serie.
Nella prima stagione in IV Serie la Biellese chiuse quinta nel girone A, mentre nella stagione 1953-54 i piemontesi sfiorarono l'ammissione ai gironi finali per la promozione, chiudendo in testa il girone A a pari merito con l'Aosta, ma perdendo lo spareggio con i valdostani. Dopo un campionato di transizione (solo un 5º posto nel girone A della IV Serie), arrivò finalmente il ritorno in C nella stagione 1955-56: dopo aver vinto il girone A della IV Serie, nelle finali la Biellese superò il Fanfulla, venendo promossa in Serie C. Perse invece le semifinali per il titolo di Campione d'Italia di IV Serie contro la Reggiana.
Al debutto nella Serie C a girone unico, la Biellese ottenne un buon settimo posto, bissato poi l'anno successivo. A partire dalla stagione 1958-59, la Serie C tornò ad essere un campionato a più gironi e la Biellese, pur terminando i tornei dal 1958-59 al 1962-63 sempre tra le prime quattro posizioni, non riuscì mai a trovare lo slancio giusto per vincere il girone e tornare in Serie B. Particolarmente brucianti furono i due secondi posti consecutivi nel 1960-61 e nel 1961-62 con la B persa per un soffio. Dopo una stagione 1963-64 nata storta (15º nel girone A della Serie C e retrocessione sfiorata), la Biellese mancò ancora per un soffio la Serie B nella stagione 1964-65, chiudendo ancora una volta al 2º posto il girone A.
Dopo due quinti posti consecutivi (1965-66 e 1966-67), la Biellese declinò in modo preoccupante con un 12º posto nel 1967-68 e addirittura un 14º posto nel 1968-69. La retrocessione sembrava imminente e difatti arrivò la stagione successiva: chiudendo al 20º posto il girone A della Serie C, venne retrocessa in Serie D.

### Anni 1970 e 1980

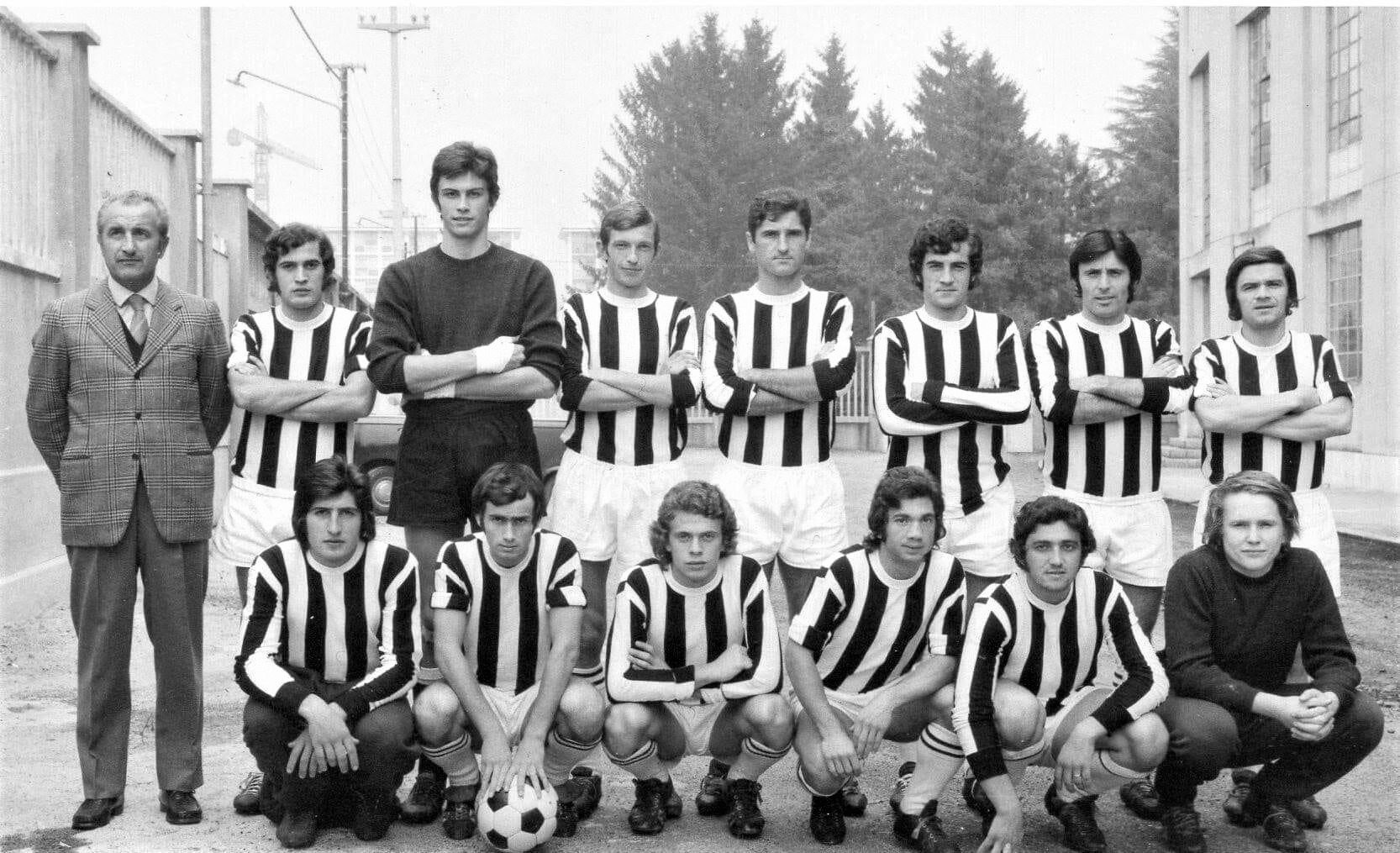
Una formazione della Biellese per la stagione 1972-73

Nella stagione 1970-71 soltanto un nefasto lancio della monetina impedì ai biellesi l'immediato ritorno in Serie C: chiuso il girone A della Serie D a pari merito con la Pro Vercelli, furono necessari degli spareggi tra le due compagini entrambi terminati pari (4-4 a Novara e 2-2 a Torino); fu necessario dunque il ricorso al lancio della monetina che premiò la Pro Vercelli e condannò la Biellese alla permanenza in Serie D. Dopo un'altra promozione sfiorata nel 1971-72 (2º posto nel girone A della Serie D), la Biellese calò di rendimento classificandosi solo al 10º posto nella stagione 1972-73. Nella stagione 1973-74 arrivò addirittura la retrocessione in Promozione Piemontese a causa del 16º posto nel girone A della Serie D.
La permanenza tra i dilettanti regionali durò solo una stagione: vincendo il girone A della Promozione Piemontese, ritornò immediatamente in Serie D. Nella stagione successiva ritornò immediatamente anche in C, vincendo il girone A della Serie D, dopo la vittoria nello spareggio contro l'Omegna. Dopo una stagione di adattamento al nuovo campionato (17º nel girone A e retrocessione sfiorata), la Biellese riuscì a concludere il torneo 1977-78 all'8º posto nel girone A della Serie C, riuscendo a rientrare nel novero delle società che avrebbero partecipato al nuovo campionato di Serie C1.
Dopo il 7º posto nel girone A della Serie C1 1978-1979 e il riconoscimento della Stella d'argento CONI, la Biellese conobbe un rapido e inesorabile declino: nella stagione 1979-80, concludendo il torneo al 18º posto nel girone A della Serie C1, retrocedette in Serie C2; nella stagione successiva arrivò un'altra retrocessione con il 17º posto nel girone A della Serie C2 e la Retrocessione in Interregionale. Due anni dopo, invero, la Biellese riuscì a tornare in C2 vincendo il girone A dell'Interregionale, ma il ritorno tra i semiprofessionisti durò appena una stagione: concludendo il torneo 1983-84 al 18º posto nel girone A della Serie C2, fece rapido ritorno tra i dilettanti.
Nei sei campionati successivi di Interregionale (dal 1984-85 al 1989-90), la Biellese entrò sempre tra le prime cinque classificate del proprio girone, eccezion fatta per la stagione 1988-89 (solo undicesima), e il ritorno in C2 fu sfiorato soprattutto nella stagione 1989-90, allorché la Biellese si classificò al 2º posto nel girone B dell'Interregionale.

### Anni 1990 e 2000
Fu il canto del cigno per la Biellese: concludendo il torneo 1990-91 al 18º posto nel girone B dell'Interregionale, arrivò la retrocessione in Eccellenza, e la stagione successiva, con un disastroso 15º posto nel girone A dell'Eccellenza Piemontese, arrivò addirittura un'umiliante retrocessione in Promozione. Il fondo tuttavia non era ancora stato raggiunto perché nella stagione 1992-93, con un catastrofico 14º posto nel girone A della Promozione Piemontese, la società venne retrocessa addirittura in Prima Categoria; in seguito all'umiliante retrocessione in Prima Categoria per una società che aveva disputato anche la Serie B, nonché dei tornei di Serie A antecedenti al girone unico, la società cessò l'attività perdendo così il numero di matricola e il titolo sportivo.
Nell'estate 1993 il F.C. Vigliano, neopromosso nell'Eccellenza Piemonte in cui ha ottenuto il 3º posto del girone A, cambiò denominazione in F.C.V. Biellese-Vigliano, intendendo proseguire l'eredità della fallita Biellese. La Biellese-Vigliano, con un'inedita divisa bianco-nera con inserti giallo-rossi, vinse il girone B dell'Eccellenza Piemontese, venendo promossa al Campionato Nazionale Dilettanti (C.N.D.). Nella stessa stagione si laureò Campione Italiano Juniores Dilettanti. Dopo un discreto 7º posto nel girone A del C.N.D 1994-95, la Biellese-Vigliano sfiorò la promozione in Serie C2 nel 1995-96, classificandosi al secondo posto nel girone A del C.N.D. La promozione in Serie C2 venne comunque solo rinviata di un anno: nel 1996-97, vincendo il girone B del C.N.D., venne promossa in Serie C2. La storica promozione venne suggellata dalla vittoria dello scudetto dilettanti. A fine stagione cambiò denominazione in Biellese F.C., togliendo dunque dalla denominazione il "Vigliano".
Dal 1997 al 2007 la Biellese collezionò ben undici campionati consecutivi in Serie C2, i primi terminati sempre nella prima metà della classifica e gli ultimi nella seconda. Già nel 2004-2005 la Biellese era retrocessa sul campo dopo lo spareggio con il Casale, ma il fallimento di altre società le permise di essere riammessa fra i professionisti. Il 30 giugno 2009 la Biellese non si iscrisse alla Seconda Divisione Lega Pro per difficoltà economiche. Non fu la prima volta che una formazione neopromossa in Serie C2 rinunciò al professionismo. Quella stessa estate nacque una nuova società – l'A.S.D. Junior Biellese 2009 – che riorganizzò il settore giovanile ed iscrisse la propria prima squadra in Terza categoria, mentre l'A.S. Biellese 1902 partecipò al campionato di Eccellenza. Terminata la stagione 2009/2010, l'A.S. Biellese rinunciò a continuare nell'Eccellenza piemontese e dichiarò forfait, scomparendo quindi dalla scena del calcio regionale.

### Anni 2010 e 2020
Dalla stagione 2010-11 Biella è rappresentata dall'A.S.D. Junior Biellese Libertas nata dalla fusione tra l'A.S.D. Junior Biellese 2009 e la A.S.D. Libertas Biella Cossato. Nella stagione 2010/2011 ha partecipato al campionato regionale piemontese di Promozione. Termina la stagione al primo posto in classifica entrando di diritto nel campionato d'Eccellenza Piemontese.
Nella stagione 2011-12 gioca nel girone A del campionato di Eccellenza Piemonte.
Dopo cinque campionati di Eccellenza terminati in posizioni di metà classifica, dalla stagione 2016-17 cambia ufficialmente denominazione in A.S.D. La Biellese.
Il 14 luglio 2021 viene inviata ed approvata dalla federazione la richiesta per il cambio della denominazione sociale in A.S.D. Biellese 1902, che, insieme alla rivisitazione dello stemma societario, finalmente consente alla società di ritrovare la sua storica identità.

## Colori e simboli

### Colori
I colori della maglia della Biellese sono il bianco e il nero a strisce verticali, mentre la seconda maglia è rossa e bianca.

### Simboli ufficiali

#### Stemma
L'attuale stemma della Biellese è stato introdotto nel 2022 e raffigura al suo interno un orso stilizzato in onore del simbolico animale della città di Biella.

#### Inno
L'inno della squadra è la canzone Alé Biella, composta da Angelo Laganà negli anni 1970.

## Strutture

### Stadio
Il campo da gioco della Biellese è lo stadio La Marmora-Pozzo che conta cinquemila posti circa e può ospitare anche gare di atletica leggera e rugby.
Lo stadio presenta le seguenti caratteristiche:
- Posti totali: 5 000
- Fondo: erba
- Copertura campo: scoperto

In precedenza la società utilizzò i campi sportivi "Lanzone" (1919-1920) e "Rivetti" (1920-1936).
Dal campionato 2024-2025 la Biellese gioca spesso le gare interne al campo in sintetico di corso 53º Fanteria, vicino allo stadio La Marmora-Pozzo.

## Società

### Organigramma societario
- Luca Rossetto - Presidente
- Paolo Garbaccio - Vice-presidente
- Domenico Guarino - Segretario tesoriere
- Silvia Bertorelli - Legale
- Carlo Guglielminotti Bianco - Commercialista

## Allenatori e presidenti
- 1919-1921 ...
- 1921-1922  Quinto Meola
- 1922-1926 ...
- 1926-1927  Ferenc Molnár[28]
- 1927-1928 ...
- 1928-1929  Josef Liebhart
- 1929-1930  Quinto Meola (1ª-?ª)
 Giuseppe Milano (?ª-34ª)
- 1930-1935  Giuseppe Aliberti
- 1935-1938  Federico Munerati
- 1938-1940  Giovanni Brezzi
- 1940-1943  Angelo Mattea
- 1943-1944  Angelo Mattea (1ª-?ª)
 Virginio Rosetta (?ª-?ª)
 Luis Monti (?ª-18ª)
- 1944-1945 Inattiva per cause belliche.
- 1945-1947  Mario Sperone
- 1947-1948 ...
- 1948-1949  Elemér Berkessy
- 1949-1951  Federico Munerati[28]
- 1951-1952  Giovanni Costanzo
- 1952-1953  Federico Munerati[28]
- 1953-1955 R. Winkler
- 1955-1956 ...
- 1956-1958  Piero Castello
- 1958-1959  Giovanni Costanzo
- 1959-1960  Teobaldo Depetrini
- 1960-1962  Piero Castello
- 1962-1963  Giovanni Varglien
- 1963-1964  Pietro Riva (1ª-?ª)
 Piero Castello (?ª-34ª)
- 1964-1965  Piero Castello
- 1965-1968  Ermanno Scaramuzzi
- 1968-1969  Valeriano Ottino
- 1969-1970  Valeriano Ottino (1ª-11ª)
 Ermanno Scaramuzzi (12ª-38ª)
- 1970-1972  Giuseppe Molina
- 1972-1974  Livio Bussi
- 1974-1975 ...
- 1975-1976  Giorgio Puja
- 1976-1977  Giorgio Puja (1ª-32ª)
 Giuseppe Crivelli (33ª-38ª)
- 1977-1979  Roberto Gori
- 1979-1980  Roberto Gori (1ª-7ª)
 Guido Capello (8ª-34ª)
- 1980-1981  Enrico Tito Hanset (1ª-?ª)
 Giuseppe Crivelli (?ª-34ª)
- 1981-1983 ...
- 1983-1984  Luigi Bodi (1ª-?ª)
 Silvino Bercellino (?ª-?ª)
 Michele La Firenze (?ª-34ª)
- 1984-1986  Sergio Calligaris
- 1986-1987  Roberto Gori
- 1987-1988  Zunino
- 1988-1989 ...
- 1989-1990  Sergio Calligaris
- 1990-1994 ...
- 1994-1995  Paolo Sollier[28]
- 1995-1996 ...
- 1996-1998  Roberto Bacchin
- 1998-1999  Giuseppe Sannino (1ª-17ª)
 Corinno Granai (18ª)
 Patrizio Sala (19ª-34ª)
- 1999-2001  Patrizio Sala
- 2001-2002  Roberto Bacchin (1ª-10ª)
 Corinno Granai (11ª-14ª)
 Giuseppe Zanelli (15ª-34ª)
- 2002-2004  Giuseppe Brucato
- 2004-2005  Gianpaolo Chierico (1ª-16ª)
 Corinno Granai (17ª-21ª)
 Marcello Grandi (22ª-34ª e play-out)
- 2005-2006  Sergio Calligaris (1ª-12ª)
 Aldo Firicano (13ª-34ª e play-out)
- 2006-2007  Nicola Caccia (1ª-3ª)
 Claudio Terzulli (4ª-12ª)
 Gianni Cuc (13ª-14ª)
 Nicola Caccia (15ª-34ª e play-out)
- 2007-2008  Walter Viganò
- 2008-2009  Luca Prina[29]
- 2009-2010 ...
- 2010-2011  Camillo Bugnolo
- 2011-2012  Salvatore Jacolino[28]
- 2012-2013  Giancarlo Cavaliere[30]
- 2013-2014 ...
- 2014-2015  Luca Debernardi[31]
- 2015-2017  Andrea Roano[32]
- 2017-2018  Andrea Roano (1ª-5ª)[33]
 Alessio Opezzo (6ª)[33]
 Maurizio Braghin (7ª-34ª e play-off)[33]
- 2018-2019  Maurizio Braghin (1ª-5ª)[34]
 Giancarlo Boldini (6ª-10ª)[34]
 Andrea Roano (11ª-20ª)[34]
 Piercarlo Alloisio (21ª)[34]
 Pier Luca Peritore (22ª-30ª)[35]
- 2019-2020  Pier Luca Peritore
- 2020-2022  Alberto Rizzo[36]
- 2022-2024  Davide Montanarelli
- 2024-2025  Luca Prina

- 1919-1935  Gino Ramma
- 1935-1937  Guido Ajmone Marsan
- 1937-1940  Luciano Serralunga
- 1940-1943  Armando Valle
- 1943-1946 ...
- 1946-1947  Tino Tallia
- 1947-1948 ...
- 1948-1949  Luciano Pagliardi
- 1949-1950 ...
- 1950-1952  Luigi Fila
- 1952-1956 ...
- 1956-1965  Luigi Fila
- 1965-1966 carica vacante
- 1966-1967  Cesare Picco
- 1967-1970  Ermanno Botto Varionet
- 1970-1976 ...
- 1976-1979  Franco Petrini
- 1979-1981  Ugo Massazza Gal
- 1981-1983 ...
- 1983-1984  Ugo Massazza
- 1984-1991 ...
- 1992-2002  Massimo Ghirlanda
- 2002-2006  Enzo Albertini
- 2006-2007  Older Tescari
- 2007-2009  Carmine Marzano
- 2010-2012 ...
- 2012-2013  Pier Glauco Ariezzo[37]
- 2013-2017 ...
- 2017-2018  Vittorio Bellosta
- 2018-2019  Michele Riccelli[38]
- 2019-  Luca Rossetto[39]

## Palmarès

### Competizioni nazionali
- Seconda Divisione: 1

1922-1923
- Scudetto Dilettanti: 1

1996-1997

### Competizioni interregionali
- Seconda Divisione: 1

1925-1926 (girone A)
- Serie C: 1

1947-1948 (girone C)
- IV Serie: 1

1955-1956 (girone A)
- Serie D: 2

1975-1976 (girone A), 2008-2009 (girone A)
- Campionato Interregionale: 1

1982-1983 (girone A)
- Campionato Nazionale Dilettanti: 1

1996-1997 (girone B)

### Competizioni regionali
- Eccellenza: 2

1993-1994 (girone B), 2024-2025 (girone A)
- Promozione: 2

1974-1975 (girone A), 2010-2011 (girone A)

### Altri piazzamenti
- Coppa Italia Semiprofessionisti:

Finalista: 1978-1979
- Scudetto IV Serie:

Semifinalista: 1955-1956
- Scudetto Serie D:

Semifinalista: 2008-2009
- Seconda Divisione:

Secondo posto: 1921-1922 (Piemonte), 1923-1924 (girone A)
Terzo posto: 1924-1925 (girone B)
- Prima Divisione:

Secondo posto: 1926-1927 (girone A)
Terzo posto: 1927-1928, 1933-1934 (girone finale D)
- Serie C:

Secondo posto: 1940-1941 (girone A), 1941-1942 (girone D), 1960-1961 (girone A), 1961-1962 (girone A), 1964-1965 (girone A)
Terzo posto: 1935-1936 (girone B), 1938-1939 (girone C), 1959-1960 (girone A)
- IV Serie:

Secondo posto: 1953-1954 (girone A)
- Serie D:

Secondo posto: 1970-1971 (girone A), 1971-1972 (girone A), 2007-2008 (girone A)
- Campionato Interregionale:

Secondo posto: 1989-1990 (girone B)
Terzo posto: 1984-1985 (girone A), 1986-1987 (girone A)
- Campionato Nazionale Dilettanti:

Secondo posto: 1995-1996 (girone A)

## Statistiche e record

### Partecipazione ai campionati
| Livello | Categoria                       | Partecipazioni | Debutto   | Ultima stagione | Totale |
| ------- | ------------------------------- | -------------- | --------- | --------------- | ------ |
| 1°      | Divisione Nazionale             | 1              | 1928-1929 | 1928-1929       | 1      |
| 2°      | Seconda Divisione               | 4              | 1922-1923 | 1925-1926       | 8      |
| 2°      | Prima Divisione                 | 2              | 1926-1927 | 1927-1928       | 8      |
| 2°      | Serie B                         | 2              | 1929-1930 | 1946-1947       | 8      |
| 3°      | Prima Divisione                 | 5              | 1930-1931 | 1934-1935       | 37     |
| 3°      | Serie C                         | 29             | 1935-1936 | 1977-1978       | 37     |
| 3°      | Serie B-C                       | 1              | 1945-1946 | 1945-1946       | 37     |
| 3°      | Serie C1                        | 2              | 1978-1979 | 1979-1980       | 37     |
| 4°      | IV Serie                        | 4              | 1952-1953 | 1955-1956       | 22     |
| 4°      | Serie D                         | 6              | 1970-1971 | 2025-2026       | 22     |
| 4°      | Serie C2                        | 12             | 1980-1981 | 2006-2007       | 22     |
| 5°      | Campionato Interregionale       | 9              | 1981-1982 | 1990-1991       | 14     |
| 5°      | Campionato Nazionale Dilettanti | 3              | 1994-1995 | 1996-1997       | 14     |
| 5°      | Serie D                         | 2              | 2007-2008 | 2008-2009       | 14     |

In 82 stagioni sportive a partire dall'esordio a livello nazionale avvenuto il 12 novembre 1922. Sono escluse le stagioni 1919-1920, 1920-1921 e 1921-1922 nelle quali la Biellese non superò le eliminatorie regionali, la stagione 1944 e le stagioni in cui la squadra disputò i tornei del Comitato Regionale Piemonte-Valle d'Aosta.
Campionati regionali
| Livello | Categoria         | Partecipazioni | Debutto   | Ultima stagione | Totale |
| ------- | ----------------- | -------------- | --------- | --------------- | ------ |
| I       | Seconda Divisione | 1              | 1921-1922 | 1921-1922       | 19     |
| I       | Promozione        | 1              | 1974-1975 | 1974-1975       | 19     |
| I       | Eccellenza        | 17             | 1991-1992 | 2024-2025       | 19     |
| II      | Promozione        | 2              | 1992-1993 | 2010-2011       | 2      |

### Partecipazione alle coppe
| Competizione                          | Partecipazioni | Debutto   | Ultima stagione | Totale |
| ------------------------------------- | -------------- | --------- | --------------- | ------ |
| Coppa Italia                          | 10             | 1926-1927 | 2008-2009       | 10     |
| Coppa Italia Semiprofessionisti       | 5              | 1976-1977 | 1980-1981       | 15     |
| Coppa Italia Serie C                  | 10             | 1983-1984 | 2006-2007       | 15     |
| Coppa Italia Dilettanti (Fase C.N.D.) | 3              | 1994-1995 | 1996-1997       | 5      |
| Coppa Italia Serie D                  | 2              | 2007-2008 | 2008-2009       | 5      |

Sono escluse le stagioni nelle quali la Biellese non superò la fase regionale di Coppa Italia Dilettanti.

### Statistiche individuali
Il primatista di presenze è Lorenzo Mazzia, che disputò 557 gare ufficiali con la maglia della Biellese tra il 1984 e il 2005.

## Tifoseria

### Storia
Negli anni 2010 i tifosi della Biellese hanno duramente contestato società e giocatori.

### Gemellaggi e rivalità
I tifosi della Biellese vivono rivalità nei confronti di quelli della Pro Vercelli, Verbania, Vogherese, Novara e del Varese.